# Schildia guatemalae
Schildia guatemalae är en tvåvingeart som beskrevs av Martin 1975. Schildia guatemalae ingår i släktet Schildia och familjen rovflugor.
Artens utbredningsområde är Guatemala. Inga underarter finns listade i Catalogue of Life.